# NGC 1343
NGC 1343 ist eine Balken-Spiralgalaxie vom Hubble-Typ SBb/P im Sternbild Kassiopeia am Nordsternhimmel. Sie wird auch als Kernringgalaxie geführt, mit einem Ring intensiver Aktivität, gebildet durch Gas, das in den Kern einströmt. Die Galaxie ist schätzungsweise 106 Millionen Lichtjahre von der Milchstraße entfernt und hat einen Durchmesser von etwa 75.000 Lj.
Das Objekt wurde am 11. Oktober 1787 von William Herschel entdeckt.